# Krîvorizke, Vasîlkivka
Krîvorizke (în ucraineană Криворізьке) este un sat în comuna Pavlivka din raionul Vasîlkivka, regiunea Dnipropetrovsk, Ucraina.

## Demografie
Componența lingvistică a localității Krîvorizke
     Ucraineană (92,59%)
     Rusă (3,7%)
     Belarusă (3,7%)
Conform recensământului din 2001, majoritatea populației localității Krîvorizke era vorbitoare de ucraineană (92,59%), existând în minoritate și vorbitori de rusă (3,7%) și belarusă (3,7%).